# Claudia Cagninelli
Claudia Cagninelli est une joueuse italienne de volley-ball née le 19 juillet 1990 à Trescore Balneario. Elle mesure 1,90 m et joue au poste de réceptionneuse-attaquante.

## Clubs
| Club           | Pays   | De        | À         |
| -------------- | ------ | --------- | --------- |
| Volley Bergamo | Italie | 2005-2006 | 2005-2006 |
| Club Italia    | Italie | 2006-2007 | 2006-2007 |
| Volley Bergamo | Italie | 2007-2008 | 2008-2009 |
| Club Italia    | Italie | 2009-2010 | 2009-2010 |
| Crema Volley   | Italie | 2010-2011 | …         |

## Palmarès
- Championnat d'Europe des moins de 20 ans
  - Vainqueur : 2008